# Алгома (округ Кевоні, Вісконсин)
Алгома (англ. Algoma) — місто (англ. city) в США, в окрузі Кевоні штату Вісконсин. Населення — 3243 особи (2020).

## Географія
Алгома розташована за координатами 44°36′20″ пн. ш. 87°26′47″ зх. д. / 44.60556° пн. ш. 87.44639° зх. д. (44.605444, -87.446304). За даними Бюро перепису населення США в 2010 році місто мало площу 6,50 км², з яких 6,40 км² — суходіл та 0,10 км² — водойми.

## Демографія
Згідно з переписом 2010 року, у місті мешкало 3167 осіб у 1406 домогосподарствах у складі 862 родин. Густота населення становила 487 осіб/км². Було 1702 помешкання (262/км²).
Расовий склад населення:
| - 95,1 % — білих - 0,9 % — чорних або афроамериканців - 0,6 % — корінних американців - 0,3 % — азіатів - 2,1 % — осіб інших рас |

До двох чи більше рас належало 1,1 %. Частка іспаномовних становила 2,9 % від усіх жителів.
За віковим діапазоном населення розподілялося таким чином: 21,0 % — особи молодші 18 років, 58,3 % — особи у віці 18—64 років, 20,7 % — особи у віці 65 років та старші. Медіана віку мешканця становила 44,6 року. На 100 осіб жіночої статі у місті припадало 94,5 чоловіків; на 100 жінок у віці від 18 років та старших — 90,8 чоловіків також старших 18 років.
Середній дохід на одне домашнє господарство становив 47 262 долари США (медіана — 40 714), а середній дохід на одну сім'ю — 62 515 доларів (медіана — 58 690). Медіана доходів становила 40 104 долари для чоловіків та 32 792 долари для жінок. За межею бідності перебувало 14,5 % осіб, у тому числі 20,9 % дітей у віці до 18 років та 11,3 % осіб у віці 65 років та старших.
Цивільне працевлаштоване населення становило 1392 особи. Основні галузі зайнятості: виробництво — 38,2 %, роздрібна торгівля — 15,8 %, освіта, охорона здоров'я та соціальна допомога — 14,9 %.